# Arbeidspartij (Israël)
De Arbeidspartij (Hebreeuws: מפלגת העבודה הישראלית - Mifleget Ha'awoda Hajisra'eliet, afgekort als Mifleget Ha'awoda. Het is een centrumlinkse tot linkse Israëlische politieke partij die van maart 2011 tot 21 november 2013 geleid werd door Shelly Yachimovich. Op 21 november 2013 werd Yitzhak Herzog tot nieuwe voorzitter gekozen. Het gaat om een seculiere partij die sterk de nadruk legt op de inkomensongelijkheid. De Arbeidspartij en Hatnuah van Tzipi Livni hebben bij de Israëlische parlementsverkiezingen in 2015 met een gezamenlijke lijst meegedaan, die in het Hebreeuws "Ha-Machanèh ha-Tsioni" ("Het Zionistische Kamp") heet en in het Engels "The Zionist Union" ("De Zionistische Unie"). De gezamenlijke lijst haalde 24 zetels. Bij de  parlementsverkiezingen van 23 maart 2021 haalde de partij zeven zetels in de 24e Knesset.

## Geschiedenis
De Arbeidspartij werd gevormd in 1968. In dat jaar ging Mapai, de vroegere arbeidersparij van David Ben Gurion samen met twee kleinere sociaaldemocratische partijen, Rafi en Achdoet Ha'awoda.
Aanvankelijk ging de Arbeidspartij een alliantie aan met de progressieve arbeiderspartij Mapam. Die alliantie viel uit elkaar in 1984 toen Shimon Peres premier werd van een 'eenheidsregering' waaraan ook de Likoed deelnam.
In 1999 deed Ha'awoda mee aan de verkiezingen in alliantie met de partijen Gesher en Meemad als 'Eén Israël'. Sinds de terugkeer van Gesher naar de Likoed {Bron?|terugkeer?}, bleef de Arbeidspartij in alliantie met de kleine links-religieuze fractie Meemad, nu onder de naam Ha'awoda-Meemad.
Leiders van de Arbeidspartij waren: Levi Eshkol, Golda Meïr, Yitzchak Rabin (twee perioden), Shimon Peres (drie perioden), Benyamin Ben-Eliezer ("Fouad"), Amram Mitzna en Amir Peretz en Ehud Barak. Leiders van voorganger Mapai waren David Ben-Gurion (twee perioden), Moshe Sharett en Levi Eshkol.

## Verkiezingen

### Israëlische parlementsverkiezingen 2006
Bij de Israëlische parlementsverkiezingen van 2006 behaalde de Arbeidspartij (in alliantie met Meemad) een kleine overwinning van 19 zetels. De partij, die sinds november 2005 onder leiding staat van oud-vakbondsman Amir Peretz, zag het zetelaantal van de partij in de Knesset met één toenemen.

### Israëlische parlementsverkiezingen 2009
Tijdens de verkiezingen van 10 februari 2009 onder leiding van Ehud Barak behaalde Ha'awoda slechts 13 zetels in de Knesset. Amir Peretz riep Ehud Barak op om af te treden na het grootste historische verlies ooit van de Arbeiderspartij. Barak gaf echter aan niet af te treden maar gaf aan dat hij de partij in de oppositie weer wilde opbouwen tot een volwaardig alternatief ten opzichte van de overige partijen.

### Israëlische parlementsverkiezingen 2013
Shelly Yachimovich, leider van de Arbeidspartij is de verkiezingen ingegaan met als doel de verhoging van koopkracht van de Israëlische middenklasse. Uiteindelijk behaalde ze 15 zetels, 2 meer dan in 2009 maar toch een teleurstellend resultaat aangezien de partij meer had verwacht. De oorzaak lag bij de oprichting van een nieuwe Israëlische partij Yesh Atid. De charismatische leider van deze partij Yair Lapid, behaalde eensklaps 19 zetels.

#### Interne partijverkiezingen november 2013
Op 21 november 2013 won Yitzhak Herzog de interne partijverkiezingen voor het voorzitterschap van de Israëlische Arbeidspartij.

### Interne partijverkiezingen juli 2017
Op maandag 3 juli 2017 werden er interne partijverkiezingen bij de Arbeidspartij gehouden. Amir Peretz behaalde in de eerste ronde 32 % van de stemmen (10.141) en Avi Gabbay 27 % (8.395 stemmen). De andere kandidaten, waaronder Yitzhak Herzog, vielen in de eerste ronde af. Omdat geen van de kandidaten 40 % van de stemmen had behaald, werd op 10 juli 2017 een tweede ronde gehouden. In deze ronde behaalde Avi Gabbay 52,4 % van de stemmen (16.080 stemmen) en Amir Peretz 47,6 % (14.734 stemmen), waardoor Avi Gabbay de nieuwe voorzitter van de Arbeidspartij werd. Omdat Gabbay geen Knessetlid is, blijft Yitzhak Herzog voorlopig nog de officiële leider van de Arbeidspartij in de Knesset.

### Opheffing van de Zionistische Unie
Avi Gabbai brak op 1 januari 2019 met ha-Tnu'ah van Tzipi Livni, die samen met de Arbeidspartij de Zionistische Unie vormde. De breuk was onaangekondigd voor Livni en zelfs voor andere leden van de Arbeidspartij. Shelly Yachimovich werd kort daarna benoemd tot hoofd van de oppositie in de Knesset, wat een officiële functie is in Israël.

### Interne partijverkiezingen juli 2019
Omdat Avi Gabbai zijn functie als voorzitter van de Arbeidspartij ter beschikking had gesteld na de slechte resultaten bij de verkiezingen, werden op maandag 1 juli 2019 interne partijverkiezingen gehouden. Amir Peretz haalde 47% van de stemmen en dat was genoeg om in de eerste ronde gekozen te worden, omdat het meer dan 40% van de ca. 30.000 stemmen was. Stav Shaffir kreeg 26,9% van de stemmen en Itzig Shmuli 26,3%.

## Partijleiders
| Partijleiders | Partijleiders        | Partijleiders                                     | Termijn                              | Leeftijd | Verkiezing(en) | Premier                  |
| ------------- | -------------------- | ------------------------------------------------- | ------------------------------------ | -------- | -------------- | ------------------------ |
|               | Levi Eshkol          | Levi Eshkol לֵוִי אֶשְׁכּוֹל (1895–1969)                 | 24 januari 1968 – 26 februari 1969   | 72–73    |                | Premier (1963–1969)      |
| Vacant        |                      |                                                   |                                      |          |                |                          |
|               | Golda Meïr           | Golda Meïr גּוֹלְדָּה מֵאִיר (1898–1978)                 | 8 maart 1969 – 3 juni 1974           | 70–76    | 1969           | Premier (1963–1969)      |
| 1973          | Golda Meïr           | Golda Meïr גּוֹלְדָּה מֵאִיר (1898–1978)                 | 8 maart 1969 – 3 juni 1974           | 70–76    |                | Premier (1963–1969)      |
|               | Yitzhak Rabin        | Rav Aluf Yitzhak Rabin יִצְחָק רַבִּין (1922–1995)      | 3 juni 1974 – 22 april 1977          | 52–55    |                | Premier (1974–1977)      |
|               | Shimon Peres         | Shimon Peres שִׁמְעוֹן פֶּרֶס (1923–2016)                | 22 april 1977 – 10 april 1992        | 53–68    | 1977           | Premier (1977 1984–1986) |
| 1981          | Shimon Peres         | Shimon Peres שִׁמְעוֹן פֶּרֶס (1923–2016)                | 22 april 1977 – 10 april 1992        | 53–68    |                | Premier (1977 1984–1986) |
| 1984          | Shimon Peres         | Shimon Peres שִׁמְעוֹן פֶּרֶס (1923–2016)                | 22 april 1977 – 10 april 1992        | 53–68    |                | Premier (1977 1984–1986) |
| 1988          | Shimon Peres         | Shimon Peres שִׁמְעוֹן פֶּרֶס (1923–2016)                | 22 april 1977 – 10 april 1992        | 53–68    |                | Premier (1977 1984–1986) |
|               | Yitzhak Rabin        | Rav Aluf Yitzhak Rabin יִצְחָק רַבִּין (1922–1995)      | 10 april 1992 – 4 november 1995      | 70–73    | 1992           | Premier (1992–1995)      |
| Vacant        |                      |                                                   |                                      |          |                |                          |
|               | Shimon Peres         | Shimon Peres שִׁמְעוֹן פֶּרֶס (1923–2016)                | 22 november 1995 – 1 december 1997   | 72–74    | 1996           | Premier (1995–1996)      |
|               | Ehud Barak           | Rav Aluf Ehud Barak אֵהוּד בָּרָק (1942)               | 1 december 1997 – 7 maart 2001       | 55–59    | 1999           | Premier (1999–2001)      |
| 2001          | Ehud Barak           | Rav Aluf Ehud Barak אֵהוּד בָּרָק (1942)               | 1 december 1997 – 7 maart 2001       | 55–59    |                | Premier (1999–2001)      |
| Vacant        |                      |                                                   |                                      |          |                |                          |
|               | Benjamin Ben-Eliezer | Benjamin Ben-Eliezer בנימין בן אליעזר (1936–2016) | 31 maart 2001 – 20 november 2002     | 65–66    |                |                          |
|               | Amram Mitzna         | Aluf Amram Mitzna עמרם מצנע (1945)                | 20 november 2002 – 30 januari 2003   | 57       | 2003           |                          |
| Vacant        |                      |                                                   |                                      |          |                |                          |
|               | Shimon Peres         | Shimon Peres שִׁמְעוֹן פֶּרֶס (1923–2016)                | 3 februari 2003 – 10 november 2005   | 79–82    |                |                          |
|               | Amir Peretz          | Amir Peretz עָמִיר פֶּרֶץ (1952)                       | 10 november 2005 – 17 juni 2007      | 53–55    | 2006           |                          |
|               | Ehud Barak           | Rav Aluf Ehud Barak אֵהוּד בָּרָק (1942)               | 17 juni 2007 – 18 januari 2011       | 65–68    | 2009           |                          |
| Vacant        |                      |                                                   |                                      |          |                |                          |
|               | Shelly Yachimovich   | Shelly Yachimovich שלי יחימוביץ (1960)            | 22 september 2011 – 22 november 2013 | 51–53    | 2013           |                          |
|               | Yitzhak Herzog       | Yitzhak Herzog אֶהוּד אוֹלְמֶרְט (1960)                 | 22 november 2013 – 1 juli 2017       | 53–56    | 2015           |                          |
|               | Avi Gabbay           | Avi Gabbay אָבִי גבאי (1967)                        | 1 juli 2017 – 19 april 2019          | 50–52    | 2019 (apr)     |                          |
| Vacant        |                      |                                                   |                                      |          |                |                          |
|               | Amir Peretz          | Amir Peretz עָמִיר פֶּרֶץ (1952)                       | 1 juli 2019 – 25 januari 2021        | 67–68    | 2019 (sep)     |                          |
| 2020          | Amir Peretz          | Amir Peretz עָמִיר פֶּרֶץ (1952)                       | 1 juli 2019 – 25 januari 2021        | 67–68    |                |                          |
|               | Merav Michaeli       | Merav Michaeli מרב מיכאלי (1966)                  | 25 januari 2021 – heden              | 54–      | 2021           |                          |

## Zetelverdeling
| Zetelverdeling periode 1992-heden |
| 1992: 44                          |
| 1996: 34                          |
| 1999¹: 26                         |
| 2003²: 19                         |
| 2006²: 19                         |
| 2009: 13                          |
| 2013: 15                          |
| 2015³: 19                         |
| april 2019: 6                     |
| september 2019: 5                 |
| 2020: 3                           |
| 2021: 7                           |
| 2022: 4                           |

- ¹Als onderdeel van de alliantie 'Eén Israël'.
- ²Samen met Meemad.
- ³Als onderdeel van de Zionistische Unie (24).

## Onderscheiding
In 1995 werd de Arbeidspartij onderscheiden met de Olof Palme-prijs, samen met de Fatah Youth en Peace Now.
Israëlische politieke partijen in de 25e Knesset
Likoed · Yesh Atid · Partij van Nationale Eenheid (Blauw en Wit / Veerkracht voor Israël · Nieuwe Hoop) · Shas · Religieus-Zionistische Partij · Verenigd Thora-Jodendom (Agudat Yisrael · Degel HaTorah) · Otzma Yehudit · Yisrael Beiteinu · Ra'am · Hadash-Ta'al · Arbeidspartij · Noam
Israëlische politieke partijen buiten de 25e Knesset (vaak voormalige partijen)

Ale Yarok · Balad · Cheroet · Derech Eretz · Gezamenlijke Lijst · Hatnua · Het Joodse Huis · Hetz · Kach · Kadima · Kulanu · Meemad · Meretz · Nationaal-Religieuze Partij · Nieuw Rechts · Shinui · Unie van Rechtse Partijen · Yachad · Yamina · Zionistische Unie